# 小行星3844
小行星3844，又称为卢嘉锡星，是由紫金山天文台在1966年1月30日发现的主带小行星。
小行星3844以前中国科学院院长、在物理化学、结构化学和晶体材料科学作出重大贡献的科学家卢嘉锡命名。